# آوانی (نام کوچک)
آوانی (انگلیسی: Avani) یک نام کوچک در زبان انگلیسی است. افراد سرشناس با این نام از این قرارند:
- آوانی چاتورودی (زادهٔ‌۱۹۹۳)، خلبان اهل هند
- آوانی گرج (زادهٔ ۲۰۰۲)، شخصیت شبکه‌های اجتماعی و آرایشگر اهل ایالات متحده آمریکا
- آوانی مودی، بازیگر اهل هند